# Dương Minh Chính
Dương Minh Chính (sinh năm 1971) là một nghệ sĩ ưu tú, nghệ sĩ vĩ cầm người Việt Nam. 

## Sự nghiệp
Dương Minh  Chính sinh ngày 1 tháng 3 năm 1971 tại Hà Nội. Ông có một người anh trai tên là Dương Văn Thắng, cả hai đều được học vĩ cầm dưới sự hướng dẫn của người cha là Dương Văn Chinh, một giảng viên tại Nhạc viện Hà Nội. Từ năm 1978 tới 1986, Dương Minh Chính bắt đầu học chuyên nghiệp vĩ cầm tại Nhạc viện Hà Nội. Sau khi tốt nghiệp, ông tham gia cuộc thi violin quốc tế Henryk Wieniawsky ở Ba Lan và được giải "Special Prize" (giải đặc biệt). Năm 1991, ông tốt nghiệp Nhạc viện Tchaikovsky và  học với các giáo sư vĩ cầm nổi tiếng như E. Demidenko, L. Slavianova. Sau đó ông học khóa master tại Nhạc viện Novosibirsk với giáo sư M. Kuzina. Năm 1998, Dương Minh Chính học xong chương trình giảng dạy dưới sự hướng dẫn của Giáo sư M. Turich. Ông tham gia làm việc vài năm cho dàn nhạc thính phòng của Novosibirsk Philharmonic.
Dương Minh Chính được giải chứng chỉ của Cuộc thi Violin Novosibirsk và đoạt giải nhất tại Cuộc thi quốc gia Vĩ cầm ở Áo. Ông tham gia biểu diễn một số chương trình độc tấu với dàn nhạc giao hưởng và dàn nhạc thính phòng Novosibirsk. Ông còn tham gia giảng dạy ở Nhạc viện Magnitogorsk từ năm 2000. Từ năm 2006 đến năm 2009, Dương Minh Chính làm nghệ sĩ độc tấu và concertmaster (bè trưởng bè dây trong dàn nhạc) cho dàn nhạc giao hưởng New Prime ở Busan, Hàn Quốc.
Hiện tại, Dương Minh Chính đang giảng dạy vĩ cầm ở Học viện âm nhạc Quốc gia Việt Nam.